# Diastereomerengemisch

Beispiel für ein Gemisch aus vier Stereoisomeren: (±)-trans-2-Phenylcyclopropylamin (links, Arzneistoff Tranylcypromin, ein Racemat) und (±)-cis-2-Phenylcyclopropylamin (rechts). Das Gemisch aller vier Stereoisomeren ist ein Diastereoisomerengemisch. Weiterhin sind beispielsweise Gemische aus trans-(1R,2S)-2-Phenylcyclopropylamin und cis-(1S,2S)-2-Phenylcyclopropylamin und/oder cis-(1R,2S)-2-Phenylcyclopropylamin Diastereomerengemische etc.– Das Gemisch aus trans-(1R,2S)-2-Phenylcyclopropylamin und trans-(1S,2R)-2-Phenylcyclopropylamin ist ein Enantiomerengemisch, kein Diastereomerengemisch. Analog ist das Gemisch aus cis-(1S,2S)-2-Phenylcyclopropylamin und cis-(1R,2R)-2-Phenylcyclopropylamin ein Enantiomerengemisch, kein Diastereomerengemisch.

Diastereomerengemisch ist ein Begriff aus der Chemie, genauer aus der Stereochemie. 
Diastereomerengemische sind ein Sonderfall von Stoffgemischen, bei denen das Gemisch aus zwei oder mehr Diastereomeren besteht. Diastereomerengemische sollten nicht mit Enantiomerengemischen – Racematen oder nichtracemischen Enantiomerengemischen – verwechselt werden.

## Entstehung
Diastereomerengemische können gebildet werden aus 
- Racematen oder reinen Enantiomeren, wenn bei einer chemischen oder enzymatischen Reaktion ein zusätzliches stereogenes Zentrum mit einer Selektivität von < 100 % gebildet wird.
- meso-Verbindungen bei einer Stereoselektivität von < 100 %
- unsymmetrischen Alkenen, beispielsweise durch die Addition von Brom, bei einer Stereoselektivität von < 100 %
- symmetrischen Alkenen, beispielsweise durch die Addition von Brom, bei einer Stereoselektivität von < 100 %

## Trennung
Diastereomere besitzen unterschiedliche physikalische und chemische Eigenschaften. Deshalb lassen sich Diastereoisomerengemische durch zahlreiche Verfahren trennen, wie 
- fraktionierende Kristallisation
- fraktionierende Destillation
- fraktionierende Extraktion
- Chromatographie (HPLC, Gaschromatographie, Säulenchromatographie, Dünnschichtchromatographie) an achiraler Phase

Naturgemäß ist nicht jede dieser Trennmethoden für die Trennung jedes Diastereoisomerengemischs geeignet.